# William Stimpson
William Stimpson est un naturaliste américain, né le 14 février 1832 à Roxbury dans le Massachusetts et mort le 26 mai 1872 à Ilchester, dans le Tennessee, de tuberculose.

## Biographie
Passionné très jeune par l’histoire naturelle, il rencontre à 15 ans Augustus Addison Gould (1805-1866), conchyliologiste américain renommé. Celui-ci s’intéresse au jeune homme et lui offre son livre Invertebrata of Massachusetts qui devient vite son livre de chevet.
Ses parents l’incitent à suivre des cours d’ingénierie, mais le jeune Stimpson préfère l’étude de la nature et la récolte d’escargots sauvages. Il passe ainsi l’été 1848 à bord d’un vaisseau de pêche dans les îles de Grand Manan où il étudie la faune marine. Grâce à la recommandation de Gould, Stimpson est embauché comme laborantin par Louis Agassiz (1807-1873) à Cambridge. En 1851, il fait paraître Shells of New England où il décrit 344 espèces de mollusques (l’ouvrage de Gould n’en citait que 137 de la même région).
Stimpson est l’un des premiers à explorer le nord de l’océan Pacifique à l’aide de drague, notamment de 1852 à 1856. Il est embauché en 1852 par la North Pacific Exploring Expedition commandé par le capitaine John Rogers. Cette mission le conduit jusque dans la mer de Béring et au Japon, qui s’ouvrait alors tout juste aux occidentaux. L’exploitation de l’immense quantité de données qu’il a recueillies l’occupe pendant neuf années. Il obtient un doctorat de médecine honorifique en 1860 décerné par l’université Columbia.
Il se marie avec Annie Gordon, médecin d’Ilchester, le 28 juillet 1864 avec laquelle il aura trois enfants. En 1865, il quitte le National Museum of Natural History où il travaillait jusqu’alors, et prend la direction de l’Académie des sciences de Chicago. Là, il contribue à enrichir les collections et la bibliothèque de l’institution. Il devient, en 1868, le plus jeune membre de la National Academy of Sciences.
Stimpson est très éprouvé par la destruction de l’Academy en 1871, lors du grand incendie qui ravage Chicago, catastrophe où toutes ses collections sont perdues. Ironie, l’immeuble où était installée l’Académie avait été déclaré résistant aux incendies.
Il est notamment l’auteur de A Revision and Synonymy of the Mestraceous Mollusks of New England (1851) et de Notes on North American Crustacea (1859). Ses nombreux articles scientifiques concernent, pour la moitié, les mollusques et les crustacés. Il décrit plus de 900 espèces. De nombreuses espèces lui ont été dédiées.